# 그랜자임
그랜자임(granzyme)은 세포독성 T세포와 자연 살해 세포(NK세포) 내의 세포질 과립에 의해 방출되는 세린단백질분해효소이다. 그들은 표적 세포에서 프로그램된 세포 사멸(아폽토시스)을 유도하여 암이 되었거나 바이러스나 세균에 감염된 세포를 제거한다. 그랜자임은 또한 세균을 죽이고 바이러스 복제를 억제한다. NK 세포와 T 세포에서 그랜자임은 퍼포린과 함께 세포 독성 과립으로 포장된다. 그랜자임은 거친면 소포체, 골지체에서도 검출될 수 있다. 
세포독성 과립의 내용물은 표적 세포 세포질 내로 그랜자임이 진입할 수 있게 한다. 과립은 표적 세포와 함께 형성된 면역 시냅스로 방출되며, 여기서 퍼포린은 표적 세포의 엔도솜으로, 그리고 최종적으로 표적 세포 세포질로 그랜자임의 전달을 매개한다. 그랜자임은 세린 에스터레이스 계열의 일부이다. 이들은 호중구 엘라스테이스 및 카텝신 G와 같은 타고난 면역 세포에 의해 발현되는 다른 면역 세린단백질분해효소와 밀접하게 관련되어 있다.

## 역할
그랜자임 B는 caspase-activated DNase를 포함한 많은 기질을 절단하여 세포 사멸을 실행하는 카스페이스(특히 caspase-3)를 활성화하여 세포 사멸을 활성화한다. 그랜자임 B는 또한 Bid 단백질을 절단하여 미토콘드리아의 막 투과성을 변화시키기 위해 Bax 및 Bak 단백질을 모집하여 사이토크롬 c(아폽토솜을 통해 카스파제-9를 활성화하는데 필요한 부분 중 하나)를 방출한다. Diablo 및 Omi/HtrA2(아폽토시스 단백질(IAP)의 억제제를 억제함) 등의 단백질이 있다. 그랜자임 B는 또한 카스파제 활성이 없는 상태에서 세포자멸사를 담당하는 많은 단백질을 절단한다. 다른 그랜자임은 카스파제 의존성 및 카스파제 비의존적 기전에 의해 세포 사멸을 활성화한다.
그랜자임은 표적 세포를 죽이는 것 외에도 세포 내 병원체를 표적으로 삼아 죽일 수 있다. 그랜자임 A와 B는 전자 전달 사슬의 구성 요소를 절단하여 박테리아에서 치명적인 산화 손상을 유도하는 반면, 그랜자임 B는 바이러스 활성화 및 복제를 억제하기 위해 바이러스 단백질을 절단한다. 그랜자임은 핵산 DNA와 RNA에 직접 결합한다. 이것은 핵산 결합 단백질의 절단을 향상시킨다.
최근에는 T 림프구 외에도 그랜자임이 수지상 세포, B 세포, 비만 세포와 같은 다른 유형의 면역 세포에서 발현되는 것으로 나타났다. 또한, 그랜자임은 각질세포, 폐포세포, 연골세포와 같은 비면역 세포에서도 발현될 수 있다. 이들 세포 유형 중 많은 수가 퍼포린을 발현하지 않거나 면역학적 시냅스를 형성하지 않기 때문에 그랜자임 B는 세포외로 방출된다. 세포외 그랜자임 B는 조절 장애 또는 만성 염증과 관련된 질병에서 세포외 공간에 축적되어 세포외기질 단백질의 분해 및 손상된 조직 치유 및 리모델링을 초래할 수 있다. 세포외 그랜자임 B는 죽상경화증, 동맥류, 혈관 누출, 만성 상처 치유, 피부 노화의 발병기전에 연관성이 있다.

## 역사
1986년 Jürg Tschopp와 그의 연구진은 그랜자임 발견에 관한 논문을 발표했다. 이 논문에서 그들은 세포독성 T 림프구와 자연 살해 세포에 의해 운반되는 세포 용해 과립 내에서 발견되는 다양한 그랜자임을 정제하고 특성화하고 발견하는 방법에 대해 논의했다. Jürg는 8개의 다른 그랜자임을 식별할 수 있었고 각각에 대한 부분적인 아미노산 서열을 발견했다. 분자는 Jürg와 그의 팀이 과학계에서 널리 받아 들여지는 그랜자임이라는 이름을 만들기 전에 5년 동안 비공식적으로 Grs로 명명되었다.
그랜자임 분비는 웨스턴 블랏이나 ELISA 기술을 사용하여 감지하고 측정할 수 있다. 그랜자임 분비 세포는 유세포 분석 또는 ELISPOT으로 식별 및 정량화할 수 있다. 대안적으로, 그랜자임 활성은 그들의 프로테아제 활성 덕분에 분석될 수 있다. 

## 기타 기능
Cullen의 논문 "암과 면역에서의 그랜자임"에서 그는 현재 감염성 질환이 있거나 전염증성 상태에 있는 환자에서 그랜자임 A가 높은 수준으로 발견되는 것으로 알려진 방법에 대해 논의한다. 그랜자임은 또한 염증 반응을 시작하는데 도움이 되는 것으로 밝혀졌다. 예를 들어, 류마티스 관절염 환자는 부어오른 관절의 활액에서 그랜자임 A 수치가 증가했다. 그랜자임이 세포외 상태에 있을 때 대식세포와 비만 세포를 활성화하여 염증 반응을 시작하는 능력이 있다. 그랜자임과 체세포 간의 상호작용은 아직 설명할 수 없지만 그 과정에 대한 이해의 발전은 끊임없이 이루어지고 있다. 그랜 자임 K와 같은 다른 그랜자임은 패혈증에 걸린 높은 수준의 환자에서 발견되었다. 그랜자임 H는 바이러스 감염이 있는 환자와 직접적인 상관관계가 있는 것으로 밝혀졌다. 과학자들은 그랜자임 H가 바이러스 단백질에서 발견되는 '단백분해(proteolytic degradation)'를 탐지하는데 특화되어 있다고 결론지을 수 있다.
Cullen은 추가로 그의 논문에서 그랜자임이 면역 조절 또는 감염 동안 면역 체계의 항상성을 유지하는 역할을 할 수 있다고 말한다. 그는"인간에서 퍼포린 기능의 상실은 가족성 혈구탐식성 림프조직구증이라는 증후군으로 이어진다."고 적었다. 이 증후군은 T 세포와 대식세포가 병원균과 싸우기 위해 증식하여 유해한 수준의 전염증성 사이토카인을 생성하기 때문에 사망에 이를 수 있다. 과활성화는 중요한 기관의 염증, 과활성화된 대식세포가 혈액 세포를 식균하여 빈혈을 유발할 수 있으며 잠재적으로 치명적일 수 있다.
Trapani의 논문에서는 그랜자임이 감염을 퇴치하는 능력 외에도 다른 기능을 가질 수 있는 방법에 대해 이야기한다. 그랜자임 A에는 B 세포에서 증식을 일으켜 암 성장 및 형성 가능성을 줄이는 특정 화학 물질이 포함되어 있다. 쥐를 이용한 임상 실험에서는 그랜자임 A와 B가 바이러스 감염을 통제하는 것과는 직접적인 관련이 없을 수 있지만, 면역 체계 반응을 가속화하는데 도움이 될 수 있음을 보여주었다.

## 암 연구
Cullen의 논문 "암과 면역에서의 그랜자임(Granzymes in Cancer and Immunity)"에서 그는 전암성 및 악성 세포가 면역 체계에 의해 손상된 것으로 인식되고 결과적으로 제거 대상이 되는 과정인 면역 감시의 과정을 설명한다. 종양이 진행되기 위해서는 성장 촉진을 위한 신체 및 주변 지역의 조건이 필요하다. 거의 모든 사람들은 신체의 종양과 싸울 수 있는 적절한 면역 세포를 가지고 있다. 연구에 따르면 면역 체계는 전암성 세포가 자라는 것을 방지하고 확립된 종양의 퇴행을 중재하는 능력도 가지고 있다. 암세포의 위험한 점은 면역 체계의 기능을 억제하는 능력이 있다는 것이다. 종양이 초기 단계에 있고 매우 약할 수 있지만, 면역 체계의 기능을 억제하여 종양을 성장시키고 유해하게 만드는 화학 물질을 방출할 수 있다. 실험에 따르면 그랜자임과 퍼포린이 없는 쥐는 종양이 몸 전체에 퍼질 위험이 높은 것으로 나타났다.
종양은 면역억제성 TGF-β를 분비하여 면역 감시에서 벗어날 수 있는 능력이 있다. 이것은 T 세포의 증식과 활성화를 억제한다. TGF-β 생산은 종양이 사용하는 면역 회피의 가장 강력한 메커니즘이다. TGF-β는 퍼포린(perforin), 그랜자임 A(그랜자임 A) 및 그랜자임 B(그랜자임 B)를 포함한 5가지 다른 세포독성 유전자의 발현을 억제하고, 이는 T 세포 매개 종양 제거를 억제한다.
과학자들이 p53이 대응하는 퍼포린만큼 림프종 감시에서 큰 역할을 하지 않는다는 것을 발견했을 때, 림프종으로부터 신체를 보호하는 퍼포린의 역할이 강조되었다. 퍼포린과 그랜자임은 다양한 종류의 림프종의 형성으로부터 신체를 보호하는 직접적인 관련 능력이 있는 것으로 밝혀졌다.